# Biswamoy Biswas
Biswamoy Biswas est un ornithologue indien, né le 2 juin 1923 à Calcutta et mort le 10 août 1994.
Fils d'un professeur de géologie, il étudie au British Museum ainsi qu'au muséum de zoologie de Berlin (sous la direction de Erwin Stresemann (1889-1972) et à l'American Museum of Natural History sous celle d'Ernst Mayr (1904-2005). Il obtient son Ph.D. en 1952 de l'université de Calcutta. Plus tard, il reçoit la charge du département des oiseaux et des mammifères du Zoological Survey of India (en).
L'écureuil volant, Biswamoyopterus biswasi Saha, 1981, lui a été dédié.

## Référence
- E. Mayr (2000). In Memoriam : Biswamoy Biswas, 1923–1994. The Auk 117 (4) :1030.

## Source
- (en) Cet article est partiellement ou en totalité issu de l’article de Wikipédia en anglais intitulé « Biswamoy Biswas » (voir la liste des auteurs).

- Notices d'autorité :   - VIAF
  - ISNI
  - LCCN
  - GND
  - Pays-Bas
  - WorldCat